# Aucubine
L'aucubine est un hétéroside iridoïde présent dans certains végétaux, et ayant un usage médicinal en phytothérapie.
Elle est naturellement synthétisée par des plantes tels le Ginkgo biloba, le grand plantain (Plantago major), la scrofulaire ou encore le buddleia de David (Buddleja davidii), et l'aucuba d'où elle tire son nom.

## Usage
On utilise plusieurs plantes qui contiennent de l'aucubine dans la médecine traditionnelle chinoise. Parmi celles-ci, citons Aucuba japonica, Eucommia ulmoides et Plantago asiatica.

## Effets
L'aucubine s'est avérée offrir une protection contre les dommages qu'induisent le tétrachlorométhane (CCl4) et l'α-amanitine au foie de souris et rats auxquels on a administré 80 mg·kg-1 par injection intrapéritonéale.
Cette substance a également des effets anti-inflammatoire, et anti-bactérien.